# Nuragus
Nuragus är en ort och kommun i provinsen Sydsardinien i regionen Sardinien i sydvästra Italien. Kommunen hade 901 invånare (2017).